# 제임스 비버리
제임스 비베리(James Biberi, 1965년 7월 28일 ~ )는 미국의 배우, 텔레비전 배우, 영화배우이다.
자코바에서 태어났다.

## 영화
- 블라인드 (2018년)
- 퍼펙트 (2013년)
- 아워 이디엇 브라더 (2011년) - 거스 역
- 드라이브 (2011년) - 쿡 역
- 그레이티스트 (2009년)
- 픽싱 론다 (2008년)
- 퍼플 바이올렛 (2007년)
- 나의 특별한 사랑 이야기 (2007년)
- 그레이시 스토리 (2007년)
- 브레이브 원 (2007년)
- 파인드 미 길티 (2006년)
- 혹스: 욕망의 법칙 (2006년)
- 프로듀서스 (2005년)
- 레스큐 미 시즌1 (2004년)
- 애널라이즈 댓 (2002년)
- 패스트 푸드 패스트 우먼 (2000년)
- Law & Order : 성범죄전담반 1 (1999년)
- 세 친구 (1993년)
- 쌩큐 앤 굿 나잇 (1991년)
- 법과 질서 (1990년)